# Joma (przedsiębiorstwo)
Joma (wym. [ˈxo.ma]) – hiszpańskie przedsiębiorstwo, specjalizujące się w produkcji sportowej odzieży oraz obuwia. Siedziba firmy znajduje się w małym miasteczku Portillo de Toledo, niedaleko od administracyjnego centrum prowincji Toledo (Hiszpania).
Firma została założona w 1965 roku przez Fructuoso Lopeza.

## Produkty
Firma produkuje męską, kobiecą oraz dziecięcą odzież sportową i obuwie przeznaczone dla takich dyscyplin sportowych jak: piłka nożna, tenis, fitness, lekkoatletyka, futsal.

## Kierownictwo
- Prezydent: Fructuoso Lopez
- Prezes zarządu: Jose Manuel Lopez

## Narodowe reprezentacjepiłkarskiesponsorowane przez Joma
Bułgaria, Gwinea Bissau, Honduras, Kirgistan, Nikaragua, Portoryko, Rumunia i Timor Wschodni.

## Kluby korzystające ze strojów Joma
Paradou AC, Wycombe, CSKA Moskwa, Roeselare, Velež Mostar, FK Željezničar, Čelik Zenica, Ceará Fortaleza, SER Caxias, Inter Zaprešić, SIAD Most, Viktoria Pilzno, Cruz Azul, Municipal Gwatemala, Getafe CF, RCD Espanyol, UD Salamanca, Motagua Tegucigalpa, Olimpia Tegucigalpa, Ards Newtownards, Coleraine, Independiente Medellín, Daegu, Brujas Desamparados, Olympique Khouribga, Enyimba, Sporting Cristal, Unirea Urziceni, Águila San Miguel, FK Vojvodina, OFK Beograd, Dubnica, NK Celje, Gorica, Queen’s Park, Karpaty Lwów, F.C Banik Ostrava, Newport, Estudiantes Mérida, Trujillanos Valera, Mantova, Alessandria, Pisa Calcio, Varese i Monopoli, Hutnik Nowa Huta, KKS Czarni Sosnowiec, Sparta Brodnica, Swansea City AFC, Radomiak Radom, Atalanta Bergamo.

## Piłkarze korzystający ze strojów Joma
Bryan Hughes, Scott Parker, Ricardinho, Karel Rada, Feliciano López, Iván Helguera, Francisco Pavón, Toni Doblas, Javier Portillo, Gabri, Pablo Ibáñez, Jesús Navas, Antonio López, Javi Venta, Iñaki Descarga, Juan Carlos Valerón, Albert Jorquera, Rory Delap, Luis Amaranto Perea, Gilberto Martínez, Paulo Wanchope, Frédéric Kanouté, Noureddine Naybet oraz Kikin Fonseca.